# Panciu
Panciu este un oraș în județul Vrancea, Moldova, România, format din localitățile componente Crucea de Jos, Crucea de Sus, Dumbrava, Neicu, Panciu (reședința) și Satu Nou.

## Așezare geografică
Panciu este situat în Moldova, la poalele Munților Vrancei, din Carpații Orientali. Orașul se află în partea central-estică a județului, pe malul stâng al râului Șușița. Municipiul Focșani este situat la aproximativ 30 km sud.

## Istorie
Cele mai vechi descoperiri arheologice din regiune au origini în paleolitic. În anul 1589 Panciu a fost menționat în documente prima dată sub numele Crucea. În secolul al XVII-lea, localitatea a devenit un centru administrativ local în special din cauza culturii viticole. Numele locului Panciu a fost menționat pentru prima dată în 1798. În plus pe lângă românii trăiau în Panciu și mulți evrei (1.410 în 1900). Răscoala Țărănească din 1907 s-a răspândit și în Panciu. Localitatea a fost afectată în mod repetat de dezastre; printr-un incendiu în 1869, de un cutremur în 1894 și Primul Război Mondial în 1916. Cel mai mare cutremur a avut la 10 noiembrie 1940 o magnitudine de 7,4 pe scara Richter, unde 42 de persoane au murit, 70 rănite grav și aproape tot satul distrus. Orașul a fost reconstruit apoi, în mare parte din clădiri de prefabricate.
La sfârșitul secolului al XIX-lea, comuna urbană Panciu era reședința plășii Zăbrăuți din județul Putna, și formată doar din localitatea sa principală, cu 2785 de locuitori. În oraș existau două biserici, micul schit de călugări Brazi, o școală de băieți cu 237 de elevi, una de fete cu 130 de eleve, un spital cu 32 de paturi, judecătorie, oficiu de poștă și telegraf și reședința unei companii de dorobanți. La acea vreme, pe teritoriul actual al orașului mai funcționau în aceeași plasă Zăbrăuți și comunele Crucea de Jos și Crucea de Sus. Comuna Crucea de Jos, formată din satele Crucea de Jos, Dumbrava și Satu Nou, avea o populație de 1493 de locuitori și două biserici (una la Crucea de Jos și a doua la Satu Nou). Crucea de Sus avea două sate în componență — Chicera și Neicu, cu 1631 de locuitori — și acolo existau două biserici (una în fiecare sat) și o școală mixtă cu 47 de elevi (dintre care 2 fete).
Anuarul Socec din 1925 consemnează comuna urbană Panciu cu același statut, și o populație de 2685 de locuitori. Comuna Crucea de Jos avea aceeași componență și 1800 de locuitori, iar comuna Crucea de Sus avea, în satele Crucea de Sus, Chicerea și Neicu, 1656 de locuitori. În 1931, comunele au fost reorganizate drept comune suburbane ale comunei urbane Panciu: comunele Crucea de Jos, Neicu și Satu Nou (fiecare doar cu satul de reședință) și comuna Crucea de Sus cu satele Crucea de Sus și Chicerea. Comunele au fost ulterior desființate și incluse în arealul administrativ al orașului ca localități componente.
În 1950, Panciu a primit statut de oraș raional, reședință a raionului Panciu din regiunea Putna, apoi (după 1952) din regiunea Bârlad și (după 1956) din regiunea Galați. În 1968, a fost transferat la județul Vrancea, în alcătuirea actuală.

## Demografie
Componența etnică a orașului Panciu
     Români (86,01%)
     Romi (2,51%)
     Alte etnii (0,13%)
     Necunoscută (11,34%)
Componența confesională a orașului Panciu
     Ortodocși (86,03%)
     Alte religii (1,88%)
     Necunoscută (12,09%)
Conform recensământului efectuat în 2021, populația orașului Panciu se ridică la 6.921 de locuitori, în scădere față de recensământul anterior din 2011, când fuseseră înregistrați 7.664 de locuitori. Majoritatea locuitorilor sunt români (86,01%), cu o minoritate de romi (2,51%), iar pentru 11,34% nu se cunoaște apartenența etnică. Din punct de vedere confesional, majoritatea locuitorilor sunt ortodocși (86,03%), iar pentru 12,09% nu se cunoaște apartenența confesională.
|  | Graficele sunt indisponibile din cauza unor probleme tehnice. Mai multe informații se găsesc la Phabricator și la wiki-ul MediaWiki. |

Date: Recensăminte sau birourile de statistică - grafică realizată de Wikipedia

## Transport
Orașul Panciu este traversat de șoseaua națională DN2L, care îl leagă spre est de Mărășești (unde se termină în DN2) și spre nord-vest de Străoane, Răcoasa, Câmpuri, Soveja și Tulnici (unde se termină în DN2D). Din DN2L, la Panciu se ramifică DJ205H și DJ205B. Primul duce spre nord la Movilița, Păunești și Pufești (unde se termină în DN2), iar al doilea duce spre sud la Țifești, Bolotești (unde se intersectează cu DN2D), Odobești, Vârteșcoiu, Cârligele, Cotești și Urechești (unde se termină în DN2).
Panciu este și capătul unei scurte căi ferate care duce la Mărășești.

## Administrație
Orașul Panciu este administrat de un primar și un consiliu local compus din 15 consilieri. Primarul, Nicolai Mărăscu[*], de la Partidul Național Liberal, este în funcție din octombrie 2020. Începând cu alegerile locale din 2024, consiliul local are următoarea componență pe partide politice:
|  | Partid                          | Consilieri | Componența Consiliului | Componența Consiliului | Componența Consiliului | Componența Consiliului | Componența Consiliului |
|  | ------------------------------- | ---------- | ---------------------- | ---------------------- | ---------------------- | ---------------------- | ---------------------- |
|  | Partidul Social Democrat        | 5          |                        |                        |                        |                        |                        |
|  | Partidul Național Liberal       | 4          |                        |                        |                        |                        |                        |
|  | Alianța pentru Unirea Românilor | 2          |                        |                        |                        |                        |                        |
|  | Uniunea Salvați România         | 2          |                        |                        |                        |                        |                        |
|  | Partidul Mișcarea Populară      | 1          |                        |                        |                        |                        |                        |
|  | Forța Dreptei                   | 1          |                        |                        |                        |                        |                        |

Panciu este format din localitățile componente Crucea de Jos, Crucea de Sus, Dumbrava, Neicu, Panciu (reședința) și Satu Nou.

## Monumente istorice

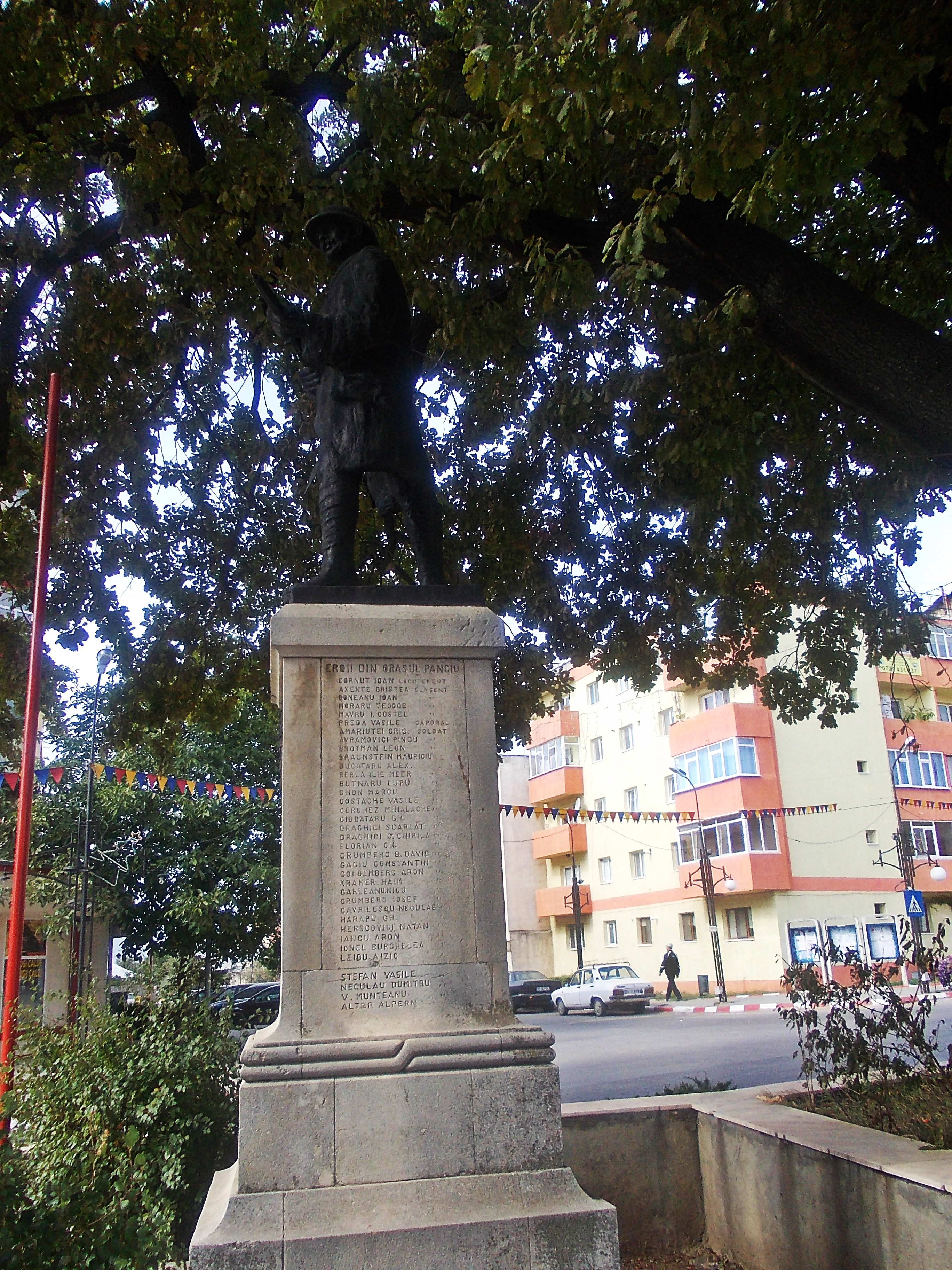
Monumentul eroilor din Primul Război Mondial, monument istoric de interes local din orașul Panciu.

- Beciul domnesc, monument istoric de arhitectură de interes național, datând din secolul al XVIII-lea și aflat la 5 km de localitatea urbană propriu-zisă, pe Valea Cerbului.
- Monumentul eroilor din Primul Război Mondial (ridicat în 1928) de pe strada Nicolae Titulescu
- Cimitirul evreiesc (secolul al XIX-lea) de la ieșirea din oraș către satul Haret — sunt monumente memoriale sau funerare
- Beciul Vlădoianu (secolul al XIX-lea) din extremitatea sudică a orașului, pe drumul spre schitul Brazi
- Beciul Marin Ștefan (secolul al XIX-lea) din nordul orașului pe drumul spre Movilița; paraclisul schitului Brazi de la sud de oraș, pe malul drept al pârâului Hăulita;
- Casa Nicolae Milea (începutul secolului al XX-lea) din strada Cuza Vodă
- Gardul de fier de la casa Gâtză (secolele al XIX-lea–al XX-lea)
- Casa Sergiu Seferovici (1936) din strada Ciprian Porumbescu.

## Personalități
- Aureliu Căpățână (1881-1956), magistrat și farmacist, fost primar al orașului Panciu. Doctor în drept cu teza Publicitatea drepturilor reale imobiliare. Intre 1922 si 1926 preda primul curs de Drept comparat din Romania, la Universitatea din Cernauti. Ministru al justiției în Guvernul Sănătescu (1944).
- Vasile Radu (1887-1940), profesor de teologie orientalist. În 1936, traduce Biblia, împreună cu Gala Galaction și Mitropolitul Nicodim, după textele originale ebraice și grecești. Varianta din 1936 a stat la baza tuturor celorlalte ediții ale Bibliei publicate până acum în România.
- Ion Slavici (1848-1925), scriitor si publicist. Indemnat sa scrie de Mihai Eminescu, pe cand erau studenti la Viena, ajunge unul dintre marii clasici ai literaturii romane. Nuvele: Moara cu noroc, Popa Tanda, Budulea Taichii, Padureanca si altele. Autor al romanului Mara. La Panciu, redactează o parte din Amintiri, memorii substanțiale despre marii clasici ai literaturii române (Eminescu, Maiorescu, Creangă, Caragiale, Coșbuc). Este înmormântat la Panciu.
- Anton Alaci, primar al orașului în perioada 1907 - 1910, de etnie armeană.[21]
- Garabet Burdea (1883-1960), comerciant armean, premiat pentru contribuția la dezvoltarea economică a orașului[22]
- Gheorghe Alexianu (1897-1946), guvernatorul Transnistriei 1941-1944, născut în Straoane.
- Theodor Balan (1912-1976), muzicolog
- Enache Puscaru (Pusca, 1912-1988), farmacist, doctor în științe farmaceutice
- Ionel Bandrabur (n. 1922), scriitor si publicist
- George Popa (n.1923), medic, scriitor, critic de artă, traducător, filosof
- Corneliu Ștefanache (n.1934), prozator și publicist. A condus revistele Cronica și Convorbiri Literare din Iași.
- Benone Pusca (n.1935), profesor universitar, magistrat, dramaturg
- Ion Pusca (n.1941), oenolog de renume internațional, scriitor, publicist. Doctor în agronomie, specialitatea oenologie (teza sa din 1977 a fost prima  din domeniul șampaniei în România)
- Ion-Horia Barleanu (n. 1945), lingvist si critic literar
- Anton Paragina (1946-1998), profesor de istorie, muzeograf, publicist
- Dan Nica (n. 1960), politician, ministru;
- Stelian Isac (n. 1981), fotbalist.

## Orașe înfrățite
- Arbois, Jura din  1991